# Mohamed Atta
Mohamed Atta (in arabo محمد عطا السيد‎?, Muḥammad ʿAṭā al-Sayyid; Kafr el-Sheikh, 1º settembre 1968 – New York, 11 settembre 2001) è stato un terrorista egiziano a capo del commando suicida che ha dirottato il volo American Airlines 11, portandolo poi a schiantarsi contro la Torre Nord del World Trade Center.
In base ai rapporti dell'FBI, Atta è stato riconosciuto anche come il leader dei 19 dirottatori coinvolti negli attentati dell'11 settembre 2001.

## Biografia

### La gioventù
Atta nasce il 1º settembre 1968 a Kafr el-Sheikh, una cittadina egiziana sul Delta del Nilo. Di origini saudite, cresce in una famiglia molto severa a Giza, sobborgo del Cairo. Atta passa larga parte della sua infanzia e della giovinezza studiando a casa propria con ottimi risultati, secondo quelli che sono i desideri paterni. Nel 1990 si laurea in Architettura presso l'Università del Cairo e si iscrive al Sindacato degli Ingegneri, controllato dai Fratelli Musulmani (a cui Atta però non si iscriverà mai). In questo periodo non si dimostra particolarmente religioso.

### Il trasferimento in Germania

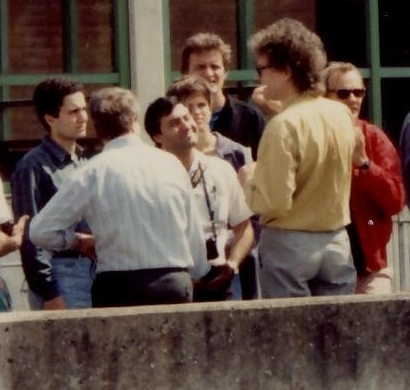
Mohamed Atta (a sinistra) studente in Germania nel 1993

Nel 1993 Mohamed Atta si trasferisce in Germania e si iscrive alla Technische Universität Hamburg-Harburg di Amburgo, dove segue corsi di pianificazione edilizia. Si paga gli studi lavorando come venditore di automobili. Fra il 1994 e il 1995, Atta collabora con due suoi colleghi universitari (Ralph Bodenstein e Volker Hauth) nella stesura di un rapporto sui lavori di ristrutturazione delle mura antiche di varie città intrapresi dal Governo egiziano. Contemporaneamente, Atta si reca più volte ad Aleppo (Siria), talvolta assieme ad Hauth, per raccogliere dati sulla sua tesi. I suoi amici tedeschi lo descrivono come un uomo intelligente, religioso e fortemente contrario alla politica occidentale riguardo al Vicino Oriente, compresi gli Accordi di Oslo e la Guerra del Golfo. Ralph Bodenstein dice di lui in un'intervista alla NBC durante lo speciale The Making of the Death Pilots:
La Commissione sull'11 settembre ha affermato che:
Durante la sua permanenza in Germania Atta diventa sempre più religioso, tanto che nel 1994 si reca alla Mecca per il Hajj, il pellegrinaggio rituale islamico. Ritornato in Germania, Atta inizia a frequentare un gruppo di preghiera islamico presso l'Università, che si pensa sia stato il vero luogo di reclutamento alla causa fondamentalista. Altri studenti ricordano alcune sue affermazioni fortemente anti-americane ed antisemite. Nel 1995, sottoscrive un mutuo senza condizioni di 25.000 dollari per aiutare un certo Muharrem Acar a mettere su una panetteria turca.
Nel 1996 scrive il suo testamento in presenza di due suoi compagni di preghiera all'Università. Atta è molto deciso nel chiedere per sé un funerale sobrio e rispettoso delle norme islamiche. Fra la metà del 1997 e l'ottobre del 1998, lascia l'università ed Amburgo per "motivi familiari". Effettivamente, Atta torna in Egitto nel 1998 per rivedere la famiglia e concedersi un breve periodo di vacanza. I suoi vecchi amici si accorgono però che è diventato molto più rigido ed osservante di quanto non lo fosse prima.
Mohamed Atta si laurea solo nel 1999 con una tesi sull'evoluzione del paesaggio urbano di Aleppo, esplorando i temi generali del conflitto fra la civiltà araba e la modernità. Nel suo lavoro, critica il modo in cui i grattacieli e i moderni progetti di sviluppo hanno "rovinato" il tessuto della città siriana, bloccandone le strade ed alterandone la skyline.

### La "cellula di Amburgo"
Secondo la ricostruzione dell'FBI, il 1º novembre 1998 Atta si trasferisce in un appartamento sulla Marienstraße assieme a Ramzi bin al-Shibh, costituendo la cosiddetta cellula di Amburgo.

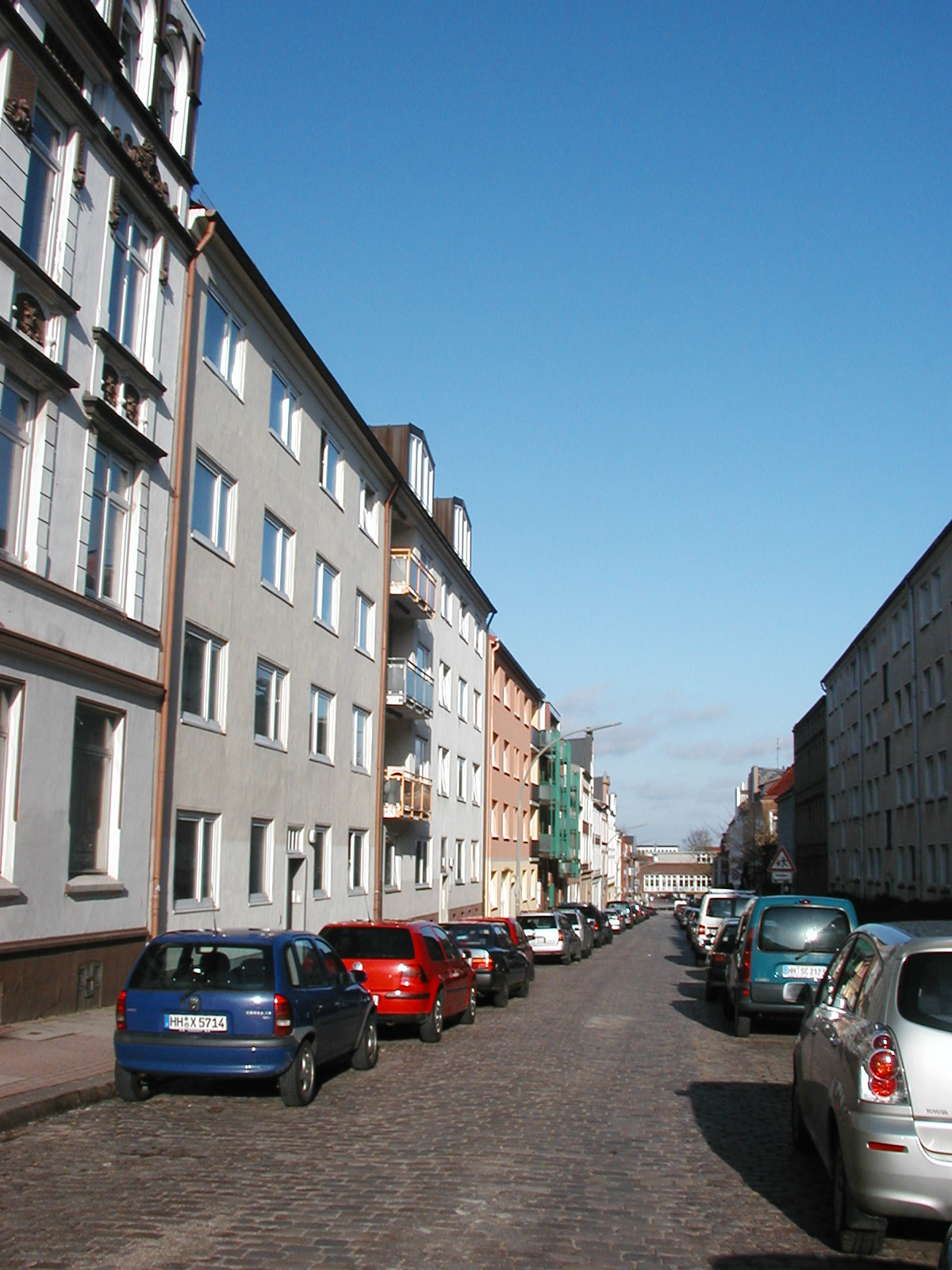
L'appartamento di Mohamed Atta e Ramzi bin al-Shibh sulla Marienstraße ad Amburgo.

I tre si incontrano tre o quattro volte alla settimana per discutere e per progettare attentati. Molti membri di al-Qa'ida hanno vissuto in quell'appartamento, fra cui Zakariyya al-Sabbar (Essabar) e i dirottatori Marwan al-Shehhi e Walid al-Shehri. In tutto, 29 persone hanno dichiarato di avere il proprio domicilio presso l'appartamento, che però risultava preso in affitto da Atta. Anche l'ideatore degli attentati dell'11 settembre 2001, Khalid Shaykh Muhammad, ha visitato ripetutamente l'appartamento.
Verso la fine del 1999, Atta, al-Shehhi, Bahaji, Ramzi bin al-Shibh e Ziyad Jarrah decidono di andare in Cecenia e combattere contro i russi. Durante il viaggio, vengono intercettati da due uomini di al-Qa'ida, Khalid al-Masri e Mohamedou Ould Slahi, che convincono i cinque componenti della "cellula" a cambiare i propri piani: anziché dirigersi in Cecenia, avrebbero dovuto procurarsi un visto per il Pakistan e, una volta lì, recarsi in uno dei campi di addestramento qaidisti in Afghanistan ed incontrarsi con Osama bin Laden.
Il 29 novembre 1999, Mohamed Atta si imbarca (assieme ad al-Shehhi e Jarrah) sul volo TK1662 della Turkish Airlines da Amburgo ad Istanbul, dove poi prendono il volo TK1056 per Karachi (Pakistan). Dopo circa due giorni di viaggio, raggiungono la loro destinazione: il campo di addestramento di Al-Qa'ida presso le fattorie di Tarnak, vicino a Kandahar, in Afghanistan. Qui i tre si addestrano, secondo le ricostruzioni degli investigatori tedeschi, fra la fine del 1999 e i primi mesi del 2000. Fra le altre cose, Atta impara anche a falsificare passaporti.
Il 18 gennaio 2000 Atta registra il suo video-testamento, che verrà ritrovato solo nell'ottobre del 2006. Il 24 febbraio 2000, i tre dirottatori si imbarcano sul volo TK1057 della Turkish Airlines da Karachi a Istanbul, dove poi prendono il volo TK1661 per Amburgo. Immediatamente dopo essere tornati in Germania, Atta, al-Shehhi e Jarrah dichiarano di aver smarrito il proprio passaporto, probabilmente per cancellare le tracce della loro permanenza in Afghanistan.
Atta ed al-Shehhi hanno compiuto inoltre, fra il 1998 e il 2000, vari viaggi nelle Filippine, alloggiando in un costoso hotel accanto ad un'ex-base aerea statunitense e visitando almeno una scuola di volo locale.
Una volta tornati dall'Afghanistan, Atta e i suoi complici si sforzano di non apparire più come dei fondamentalisti: si rasano la barba ed evitano di frequentare alcuni soggetti considerati estremisti. Tuttavia, proprio a partire dal 2000, la CIA pone sotto sorveglianza Atta.
Nel marzo del 2000 Atta inizia a contattare 31 differenti scuole di volo negli Stati Uniti per chiedere informazioni sui corsi, comunque meno costosi rispetto a quelli tedeschi. Fra il 1º e il 2 giugno, Atta si trasferisce a Praga via autobus e, dopo una notte sola di pernottamento, prende il primo aereo per trasferirsi negli Stati Uniti.

### Il trasferimento negli Stati Uniti
Atta mette piede negli Stati Uniti per la prima volta il 3 giugno 2000 all'aeroporto di Newark (New Jersey). Appena arrivati, Atta e gli altri componenti della cosiddetta "cellula di Amburgo" aprono dei conti correnti e continuano a cercare una scuola di volo. Atta acquista anche una Pontiac rossa del 1989. La CIA interrompe le proprie azioni di sorveglianza su Atta a partire dal giorno del suo ingresso negli Stati Uniti. Non è chiaro se l'FBI o qualche altra agenzia sia subentrata o meno nella sorveglianza.
La Commissione sull'11 settembre ha stabilito in una seduta del luglio 2004 che "le agenzie statunitensi di intelligence non erano a conoscenza della presenza di Atta [sul territorio nazionale] prima del giorno degli attacchi".
Tuttavia, qualche tempo dopo alcuni commissari hanno dichiarato di aver incontrato il Capitano della Marina statunitense Scott Phillpott dieci giorni prima di rilasciare la versione finale del rapporto: Phillpott li avrebbe informati che Atta sarebbe stato già identificato come un agente di al-Qāʿida a Brooklyn nell'ambito dell'Operazione Able Danger e che era considerato una minaccia prima ancora che mettesse piede in territorio statunitense.
Il Tenente Colonnello dell'Esercito Anthony Shaffer e l'esponente del Congresso Curt Weldon hanno successivamente sostenuto la fondatezza delle affermazioni di Phillpott, affermando che Atta, Marwan al-Shehhi, Khalid al-Mihdhar e Nawaf al-Hazmi erano stati individuati fin dal febbraio del 2000 sul territorio statunitense, ma che non si è prestata la dovuta attenzione all'allarme lanciato.
Il Pentagono non ha mai confermato quanto affermato da Phillpott, Shaffer e Weldon. Attualmente, il Senato sta considerando l'ipotesi di tenere delle audizioni per valutare la fondatezza delle affermazioni riportate e, in caso di esito affermativo, le cause di questa sottovalutazione.
Nel luglio 2000 Atta e Marwan al-Shehhi si trasferiscono a Venice (Florida), dove si iscrivono alla scuola di volo Huffman Aviation. Atta si presenta come un discendente della famiglia reale saudita e presenta al-Shehhi come la sua guardia del corpo. Entrambi conseguono a novembre la licenza di pilota commerciale per velivoli di peso non superiore alle 12.000 libbre.
Il 5 novembre Atta compra alcuni video sulle cabine di pilotaggio dei Boeing 747-200 e dei Boeing 757-200 allo Sporty's Pilot Shop di Batavia (Ohio). L'11 dicembre, Atta acquista sempre presso lo stesso negozio altri due video, rispettivamente sugli Airbus A320 e sui Boeing 767-300ER.
Il 21 dicembre Atta ed al-Shehhi ottengono materialmente le loro licenze da pilota. Fra il 26 e il 27 dicembre, si addestrano con un piper Cherokee che però si blocca sulla pista del Miami International Airport. I due abbandonano il velivolo ai margini di una pista dell'aeroporto. Il giorno successivo un funzionario della FAA telefona alla Huffman e redarguisce il capo istruttore della scuola, Dan Pursell, ma la cosa non ha ulteriori conseguenze.
Il 29 dicembre, si recano all'aeroporto di Opa-locka (Florida) e fanno pratica con un simulatore di volo per Boeing 727. Il 2 gennaio 2001 viene registrata una telefonata di Atta all'Ambasciata del Marocco a Washington. Il giorno dopo al-Shehhi si reca proprio in Marocco, mentre il 4 gennaio Atta si reca in Spagna, per coordinarsi con Ramzi bin al-Shibh. Il 10 gennaio Atta ritorna negli Stati Uniti. Dalla fine di gennaio fino a marzo Atta ed al-Shehhi si trasferiscono in Georgia, dove continuano le esercitazioni e la raccolta di informazioni utili.
Il 3 aprile i due affittano una casella postale a Virginia Beach (in Virginia). L'11 aprile si trasferiscono a Coral Springs, in Florida, dove attendono l'arrivo degli altri dirottatori. Il 16 aprile Atta viene multato a Contea di Broward (Florida) perché trovato in possesso di una patente di guida non valida. Il 2 maggio Atta ne consegue una valida a Lauderdale Lakes, in Florida.

### La controversia di Praga
Nei mesi successivi agli attentati dell'11 settembre 2001, alcuni ufficiali del Ministero dell'Interno della Repubblica Ceca affermano che Atta ha compiuto un viaggio a Praga l'8 aprile 2001 per incontrarsi con Ahmed Khalil Ibrahim Samir al-Ani, un agente segreto iracheno. L'informazione viene passata all'FBI come "fonte non valutata".
Nonostante l'Amministrazione Bush abbia citato l'avvenimento come una prova del collegamento fra Saddam Hussein e al-Qa'ida, è stato successivamente dimostrato che l'incontro non si è mai tenuto. Alcuni ufficiali dei servizi segreti cechi hanno successivamente affermato che l'informazione è giunta soltanto dopo che è stato reso pubblico l'identikit di Atta e che la fonte - un informatore arabo - si è probabilmente sbagliata, scambiando un altro uomo per Atta.

### Le riunioni preparatorie
Il 27 giugno 2001 Atta si sposta da Fort Lauderdale a Boston, prima tappa di un viaggio che concluderà il giorno dopo, passando per San Francisco e arrivando a Las Vegas. Qui Atta si incontra con gli altri tre piloti designati (Marwan al-Shehhi, Hani Hanjour e Ziyad Jarrah) per una riunione preparatoria. Atta lascia alcune tracce evidenti del suo passaggio: il noleggio di una Chevrolet Malibu presso una filiale della Alamo Rent-a-car e il pagamento di 49,50 dollari in contanti per una camera all'hotel EconoLodge, dove mostra una tessera della American Automobile Association per ottenere uno sconto.
Fra il 7 e il 9 luglio, Atta vola a Madrid per incontrarsi un'ultima volta con Ramzi bin al-Shibh. Il 7 luglio, si sposta da Tampa a Zurigo, via Miami. Mentre si trova in terra elvetica (8 luglio), preleva 1.000 franchi svizzeri e usa la sua carta di credito per comprare un paio di coltellini svizzeri e del cioccolato presso il duty-free dell'aeroporto di Zurigo. Il giorno dopo (9 luglio) raggiunge la sua meta, Madrid, a bordo del volo 656 della Iberia Airlines.
Atta passa circa cinque ore all'aeroporto, dopodiché affitta una camera in un hotel a Barajas, quartiere vicino all'aeroporto. È accompagnato da un uomo di 41 anni, tale Iqbal Afzal Admat, di passaporto irlandese. I due, in base alla documentazione dell'albergo, fanno lunghe chiamate telefoniche verso Amburgo e Manchester.
Sempre il 9 luglio, Atta noleggia una Hyundai color argento e si dirige verso la città costiera di Tarragona, dove affitta una camera presso l'Hotel Sant Jordi (13 luglio 2001). Qui incontra il suo vecchio compagno di appartamento Ramzi bin al-Shibh, giunto nei giorni precedenti da Amburgo.
Dal 13 al 19 luglio, si trovano pochissime tracce dei movimenti dei due. Una delle poche disponibili risale al 13 luglio, quando Atta si reca in un'agenzia di viaggi per prenotare il volo di ritorno a Miami per il 19. L'assenza di prenotazioni alberghiere, di pagamenti con carta di credito o altre tracce lascia supporre che i due uomini si siano incontrati in un luogo sicuro, individuato dagli agenti di al-Qāʿida in Spagna. Alcuni indizi hanno permesso agli investigatori di risalire al siriano Imad Yarkas, considerato l'uomo di punta di al-Qāʿida nella penisola iberica.
L'incontro fra i due serve a definire i dettagli degli attacchi: Atta guiderà uno dei due aerei destinati a schiantarsi contro il World Trade Center. Entrambi discutono anche delle difficoltà avute da Atta con Jarrah, tanto che Ramzi bin al-Shibh paventa un suo abbandono. Nel Rapporto della Commissione sull'11 settembre, si ipotizza che è proprio in questa riunione che si decide di iniziare l'addestramento di Zakariyya Musawi come possibile sostituto di Jarrah.
Ramzi bin al-Shibh torna in Germania il 16 luglio, mentre Atta resta altri tre giorni a Salou (nei pressi di Tarragona), soggiornando prima al Casablanca Playa hotel e poi al Hostal Montsant. Il 19 luglio, Atta torna negli Stati Uniti.

### Gli ultimi preparativi
Si suppone che il 4 agosto Atta si sia recato all'Orlando International Airport di Orlando (Florida) per accogliere il presunto "Ventesimo dirottatore" Mohamed al-Kahtani, in arrivo da Dubai. Al-Kahtani viene però bloccato e costretto al rimpatrio da un ispettore del Servizio immigrazione perché considerato "sospetto". Secondo le ricostruzioni, Atta (o un uomo la cui voce era molto simile) avrebbe chiamato un numero "legato ad al-Qāʿida" per avvertire di quanto successo.
A metà agosto, Atta chiama Ramzi bin al-Shibh per comunicargli la data delle operazioni. Per farlo, Atta usa un indovinello: gli chiede che cosa possono significare "due bastoncini, un trattino e una lecca-lecca con il bastoncino rivolto verso il basso" disposti uno accanto all'altro. Visivamente, gli oggetti compongono la data dell'11 settembre (11-9).
Il 23 agosto, Atta si vede revocare la patente in contumacia per non essersi presentato all'udienza relativa alla multa per guida senza patente, subita il 16 aprile precedente. Quello stesso giorno, il Mossad consegna alla CIA una lista di 19 nomi (in cui è incluso anche Atta) di presunti terroristi in procinto di compiere un attentato in un futuro prossimo. Solo quattro nomi sono dati per certi: quello di Atta, di Marwan al-Shehhi, di Khalid al-Midhar e di Nawaf al-Hazmi. La lista però non verrà presa in seria considerazione.
Fra il 25 agosto e il 3 settembre, vengono acquistati tutti e 19 i biglietti aerei per l'11 settembre 2001. Atta acquista il suo il 29 agosto. Il giorno dopo, Atta compra un coltellino in un Wal-Mart accanto all'hotel dove soggiorna nei giorni precedenti all'11 settembre. Fra il 4 e l'8 settembre Atta invia ad un certo Mustafa Ahmad negli Emirati Arabi Uniti prima un pacchetto e poi due bonifici, il primo di 2.860 dollari e il secondo di 5.000. Il 10 settembre anche Marwan al-Shehhi e Walid al-Shehri effettuano un bonifico di varie migliaia di dollari verso Mustafa Ahmad.
Lungo tutta l'estate del 2001, Atta e gli altri dirottatori si imbarcano continuamente su voli sempre diversi, per acquisire il maggior numero di informazioni e compiere le prove generali dei dirottamenti. Alcuni (fra cui lo stesso Atta) sono visti più di una volta a Las Vegas, intenti a farsi notare mentre (contravvenendo alle norme religiose islamiche) bevono alcolici, giocano d'azzardo e pagano spogliarelliste.
Qualche tempo dopo gli attentati, alcuni camerieri del ristorante Shuckum's Oyster Bar di Hollywood (Florida) hanno affermato di aver servito Atta ed al-Shehhi il 7 o l'8 settembre. Anche lì i due sono stati osservati mentre bevevano alcolici. Addirittura Atta, visibilmente ubriaco, avrebbe litigato con il padrone del locale riguardo al conto, urlando: "Pensi che non sia in grado di pagare il conto? Io sono un pilota della American Airlines! Certo che posso pagare il mio fottuto conto!".

## Gli attacchi

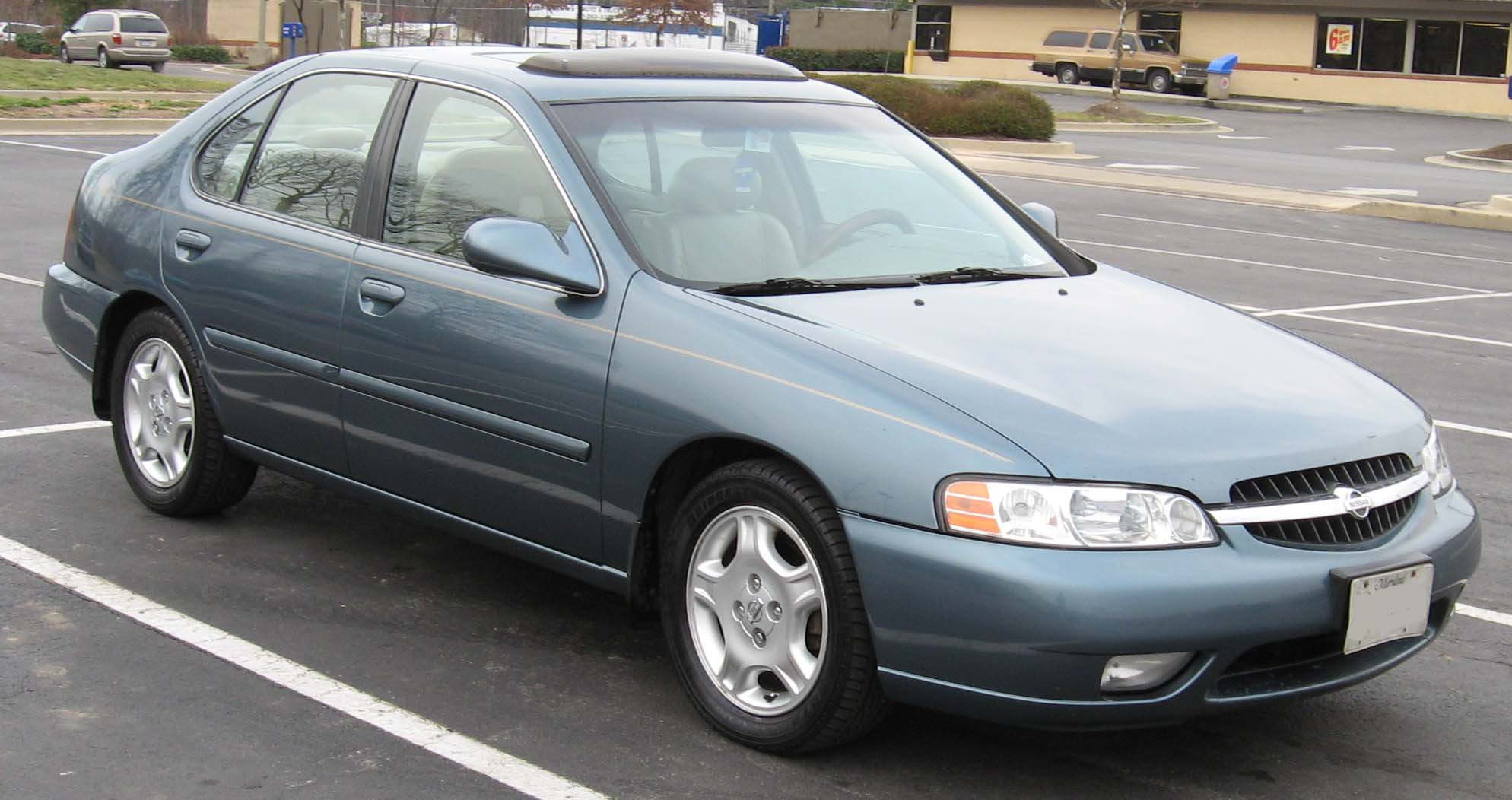
Una Nissan Altima blu, simile a quella utilizzata da Atta e Al-Omari il 10 settembre 2001 per spostarsi da Boston a South Portland.

Il 10 settembre 2001 Atta va a prendere Abd al-Aziz al-Omari al Milner Hotel di Boston con una Nissan Altima blu presa in affitto e si dirige al Comfort Inn di South Portland (Maine), dove arrivano alle 17:43 ed affittano la camera 232. I due passano il resto della loro ultima serata comportandosi in maniera apparentemente normale: si fermano 15 minuti a mangiare da Pizza Hut, fanno il pieno alla vettura e intorno alle 20:41 vengono ripresi dalla telecamera di un bancomat di Portland mentre prelevano del denaro. Si fermano poi a comprare qualcosa al Walmart vicino al loro albergo.

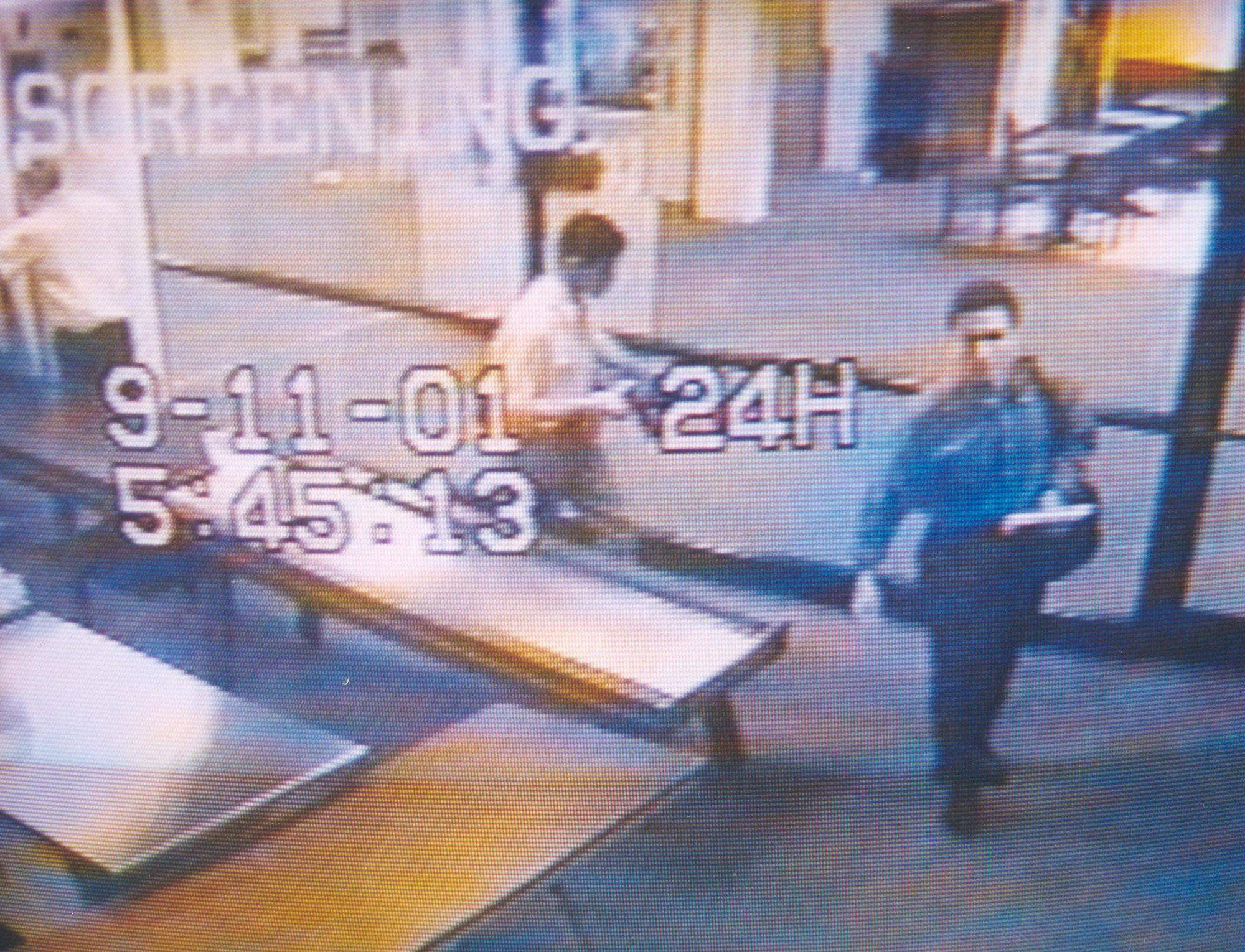
al-Omari e Atta (a destra) al Portland International Jetport la mattina dell'11 settembre.

Alle 05:33 dell'11 settembre 2001, Atta ed al-Omari lasciano l'albergo e si dirigono al Portland International Jetport per imbarcarsi sul volo delle ore 06:00 della Colgan Air per Boston. Probabilmente, i due si imbarcano qui per evitare controlli troppo approfonditi, che avrebbero dovuto invece sostenere al Logan International Airport di Boston. La Commissione sull'11 settembre scrive:
Atta viene selezionato dal sistema CAPPS, che prevede un controllo più approfondito del bagaglio e permette di evitare ulteriori controlli di sicurezza. Una volta arrivati al Logan Airport, Atta riceve una chiamata alle 06:52 da Marwan al-Shehhi per confermare l'inizio delle operazioni. Atta ed al-Omari si imbarcano otto minuti più tardi sul volo American Airlines 11. Atta occupa il posto 8D.

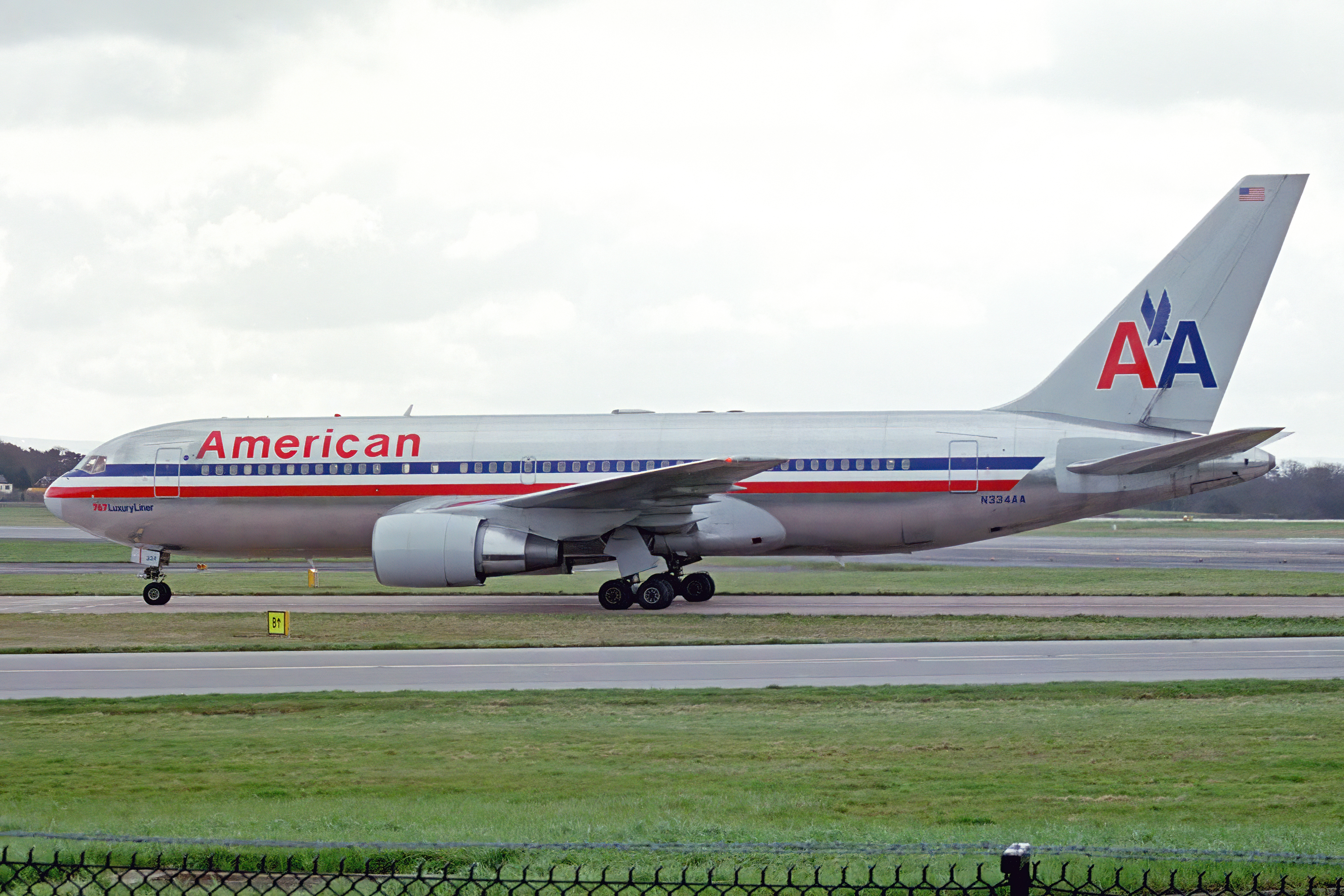
Il Boeing 767 dell'American Airlines coinvolto nel dirottamento, nell'Aprile 2001.

Il volo decolla alle 07:59, in ritardo di 14 minuti rispetto all'orario previsto. Intorno alle 08:13, hanno inizio le operazioni di dirottamento: Atta e al-Omari irrompono in cabina di pilotaggio, uccidendo entrambi i piloti e prendendo i comandi dell'aeromobile; intanto i fratelli al-Shehri costringono i passeggeri a spostarsi verso la coda dell'aereo per evitare che interferiscano con il dirottamento. Alle 8:21 il transponder viene spento. Alle 08:24 parte una comunicazione dall'aereo, presumibilmente da parte di Atta: "Abbiamo alcuni aerei. State tranquilli e andrà tutto bene. Stiamo tornando all'aeroporto". Circa 20 secondi dopo, Atta fa partire una seconda comunicazione: "Nessuno si muova, tutto andrà bene. Se cercate di reagire, metterete in pericolo voi stessi e il velivolo. State tranquilli". Le comunicazioni sono intese per i passeggeri dell'aereo, ma per errore vengono ascoltate dal Centro FAA di Boston.
Alle 08:46:28, il volo American Airlines 11 si schianta contro la Torre Nord del World Trade Center. In tutto moriranno 92 persone sull'aereo (compresi 5 dirottatori e 11 membri dell'equipaggio) ed altre 1.366 persone circa a causa del crollo della Torre (avvenuto alle 10:28).
I bagagli di Atta non sono stati imbarcati sul volo AA11, a causa di un leggero ritardo del volo della Colgan Air da Portland a Boston. Una volta rinvenuti dalle autorità federali, si scoprirà che contenevano uniformi da pilota, manuali di volo ed un opuscolo di quattro pagine in arabo, ritrovato anche nei bagagli degli altri dirottatori. L'opuscolo contiene una serie di raccomandazioni e consigli come: "Giura di morire e rinnova le tue intenzioni", "Sentiti completamente tranquillo, perché il tempo in cui ti sposerai con il Paradiso è vicino" e "Controlla le tue armi prima di andartene ed anche molto tempo prima. Devi affilare bene il tuo coltello e non devi far sentire a disagio l'animale (si riferisce agli occidentali) mentre lo sgozzi".

### Il video-testamento
Il 1º ottobre 2006 il Sunday Times ha pubblicato un video risalente al 18 gennaio 2000 di circa un'ora, che mostra Muhammad Atta e Ziyad Jarrah in un campo di addestramento qaidista in Afghanistan. Non c'è audio, ma la qualità del video è ottima e il filmato non appare montato. Apparentemente sembra essere un video-testamento dei due dirottatori. Nel filmato si vede anche Osama bin Laden mentre arringa i suoi seguaci in un complesso vicino alla città di Kandahar. Fra questi, è stato riconosciuto anche Ramzi bin al-Shibh.
Secondo il Sunday Times:

### Le reazioni del padre
In un'intervista rilasciata pochi giorni dopo gli attentati, Mohamed el-Amir Atta - padre di Muhammad Atta e avvocato in pensione - nega decisamente ogni coinvolgimento del figlio, che descrive come un ragazzo "timido e dolce". Atta senior accusa il Mossad di voler incastrare suo figlio, che si sarebbe rifiutato da giovane di entrare in una squadra locale di pallacanestro, quando seppe che era vicina alle posizioni dei Fratelli Musulmani. L'unica affermazione "vagamente politica" che il padre ricorda riguarda la ristrutturazione della moschea del Cairo, da lui giudicata "troppo costosa". "Quei soldi", per il giovane Atta, "avrebbero dovuto essere spesi per creare nuovi posti di lavoro". Quando l'intervistatore gli rende noto che suo figlio è stato visto mentre beveva alcolici in Florida, Atta senior reagisce stizzito:
Atta senior si dice inoltre sicuro che l'FBI abbia sbagliato persona e che suo figlio fosse vivo: In un'intervista rilasciata una settimana dopo al settimanale Newsweek, Atta senior conferma buona parte delle sue affermazioni. Ma al contrario dell'intervista precedente, afferma:
Nel settembre del 2002, in un'intervista alla rivista tedesca Bild am Sonntag, Atta senior torna a dirsi sicuro del fatto che suo figlio è vivo e che si nasconde da qualche parte. Inoltre afferma di aver parlato con lui al telefono il 13 settembre 2001, due giorni dopo gli attacchi. Nel luglio del 2005, infine, il padre di Atta in un'intervista alla CNN riconosce ed approva il "martirio" del figlio, esaltando anche gli attentati di Londra del 2005 ed affermando che i due eventi rappresentano "l'inizio di una guerra religiosa che durerà cinquant'anni e che vedrà molti combattenti come suo figlio".